# Станіслав Грига
Станіслав Грига (словац. Stanislav Griga; нар. 4 листопада 1961, Жиліна) — чехословацький футболіст, що грав на позиції нападника. По завершенні ігрової кар'єри — тренер.
Виступав, зокрема, за клуб «Спарта» (Прага), а також національну збірну Чехословаччини.
Дворазовий володар Кубка Нідерландів. Володар Суперкубка Нідерландів. 

## Клубна кар'єра
У дорослому футболі дебютував 1980 року виступами за команду клубу «Жиліна», в якій провів два сезони, взявши участь у 26 матчах чемпіонату та забив 25 м'ячів. 
Своєю грою за цю команду привернув увагу представників тренерського штабу клубу «Спарта» (Прага), до складу якого приєднався 1981 року. Відіграв за празьку команду наступні дев'ять сезонів своєї ігрової кар'єри. Більшість часу, проведеного у складі «Спарти», був основним гравцем атакувальної ланки команди. У складі «Спарти» був одним з головних бомбардирів команди, маючи середню результативність на рівні 0,5 голу за гру першості. В 1986—1987 році проходив армійську службу в клубі «Дукла» (Прага), в футболці якого зіграв 15 матчів та відзначився 11-ма голами.
Протягом 1990—1992 років захищав кольори команди клубу «Феєнорд». За цей час двічі виборював титул володаря Кубку Нідерландів, ставав володарем Суперкубку Нідерландів.
Завершив професійну ігрову кар'єру у клубі «Рапід» (Відень), за команду якого виступав протягом 1992—1993 років.

## Виступи за збірну
26 жовтня 1983 року дебютував у складі національної збірної Чехословаччини в Празі проти Болгарії (1:2). 28 березня 1984 року в Ерфурті відзначився дебютним голом за національну збірну в матчі проти збірної НДР (1:2). Протягом кар'єри у національній команді, яка тривала 8 років, провів у формі головної команди країни 34 матчі, забивши 8 голів.
У складі збірної був учасником чемпіонату світу 1990 року в Італії, у чвертьфіналі цього турніру, в матчі проти збірної Німеччини (0:1) завершив свою міжнародну кар'єру.

## Кар'єра тренера
По завершенні кар'єри гравця півроку займався адвокатською діяльністю. Розпочав тренерську кар'єру 1995 року, очоливши тренерський штаб клубу «Жиліна», яка на той час виступала в другому дивізіоні. За підсумками сезону 1995/96 років команда повернулася до першого дивізіону. У 1996 році приєднався до клубу «Тренчин», з яким повторив минулорічне досягнення. 1998 року став головним тренером команди «Слован», тренував команду з Братислави лише один рік. Згодом протягом 2000–2001 років очолював тренерський штаб молодіжної збірної Словаччини. У грудні 2001 року очолив «Дубницю», яку восени 2003 року змушений був залишити у зв'язку з погіршенням власного здоров'я. У грудні 2003 року прийняв пропозицію «Слована», проте в червні 2005 року був відправлений у відставку. У жовтні 2005 року прийняв пропозицію попрацювати у клубі «Спарта» (Прага). 2 вересня 2006 року був звільнений з посади головного тренера після досить посереднього старту в національному чемпіонаті. У сезоні 2007/08 років очолював «Вікторію» (Жижков). Проте вже на початку вересня 2008 року після провального старту в національному чемпіонаті був звільнений з посади головного тренера. З травня 2011 року очолював клуб першого дивізіону словацького чемпіонату «Сениця».
26 квітня 2012 року разом з Міхалом Гіппом склав тандем головних тренерів національної збірної Словаччини, який пропрацював з національною командою до червня 2013 року.
Наразі останнім місцем тренерської роботи був клуб «Земплін», головним тренером команди якого Станіслав Грига був з 2015 по 2016 рік.

## Титули і досягнення

### Як гравця

#### Спарта (Прага)
- Чемпіонат Чехословаччини
  -  Чемпіон (5): 1983/84, 1984/85, 1987/88, 1988/89, 1989/90

- Кубок Чехословаччини
  -  Володар (3): 1983/84, 1987/88, 1988/89

- Найкращий бомбардир чемпіонату Чехословаччини
  -  Переможець (1): 1985/86 (19 голів)

#### Феєнорд
- Кубок Нідерландів:
  -  Володар (2): 1990/91, 1991/92

- Суперкубок Нідерландів:
  -  Володар (1): 1991

### Як тренера

#### Жиліна
- Друга ліга (Словаччина)
  -  Срібний призер (1): 1995/96

#### Слован (Братислава)
- Словацька Суперліга
  -  Чемпіон (1): 1998/99

- Кубок Словаччини
  -  Володар (1): 1998/99

#### Слован (Ліберец)
- Кубок Інтертото
  -  Фіналіст (1): 2004

#### Сениця
- Друга ліга (Словаччина)
  -  Срібний призер (1): 2010/11

- Кубок Словаччини
  -  Фіналіст (1): 2011/12